# 别惹我
《黑幫追殺令》（英語：The Family）是一部2013年法美黑色喜剧片，Tonino Benacquista编剧、洛·比桑执导、羅拔·迪尼路主演。根据Tonino Benacquista所著的法國小说《Malavita》改编而成。北美由相对论传媒发行于9月13日上映。

## 剧情
讲述一个原名为曼佐尼（Manzoni）、处于“证人保护计划”下的黑手党家庭迁居到诺曼底后、更名为布雷克（Blake），开始努力适应新生活的故事。

## 演员
- 羅拔·迪尼路 飾 Fred Blake/Giovanni Manzoni，父亲
- 米雪·菲花 飾 Maggie Blake/Maggie Manzoni，母亲
- 湯美·李·鍾斯 飾 Robert Stansfield，FBI特工
- 戴安娜·艾嘉朗 飾 Belle Blake/Belle Manzoni，女儿
- 約翰·狄李歐 飾 Warren Blake/Warren Manzoni，儿子
- 多門尼克·隆巴多西[5]飾 Caputo

## 制作
2012年8月8日开拍，同年10月27日杀青。取景地包括法国诺曼底、巴黎、莱格尔和美国纽约市。它是在法国北部的片场Cité du Cinéma首部拍摄的作品，该片场由导演洛·比桑投资设立。2013年5月片名初定为 Malavita，后来改名为 The Family。

## 发行
首支预告片于2013年6月4日发布。原定于2013年10月18日上映，后来提前于9月13日上映。

### 评价
烂番茄新鲜度33%、Metacritic上媒体综评46分。
主要好评如《芝加哥太阳报》：“这是一部故意的搞怪影片，虽然水准不稳定但是有足够多的精彩片段，因此值得推荐”；《迈阿密先驱报》：“本片是一部难得的黑色喜剧，利用暴力场面来引起笑声或者惊呼：具体是哪种取决于影片的情况”；《纽约时报》：“虽然影片的气氛变化太过突兀，背景故事过于荒唐，支线情节又最终弃之不顾：总得来说，本片完全不在乎可信度上的问题；但在精彩的表演支撑下，它还是闪现出了奇妙的电火花”。
差评有《今日美国》：“本片是一部综合了如鱼离水喜剧、伙伴喜剧和黑帮电影的大杂烩，但更重要的是，这是一部浪费了大好机会的不佳作品”；《华盛顿邮报》：“直到拖沓了一个半小时之后，吕克·贝松才突然决定使出他的拿手好戏”；《纽约邮报》：“还记得狄尼洛是个好演员的时候么？如今他的天赋就和他在本片中的角色一样处在证人保护计划之下，再也无法见到了”。

### 票房
美国首周末收获1450万美元，次于恐怖片《阴儿房2》的4105万居亚军，这是吕克-贝松个人作品北美开画榜第二位，仅次于1997年《第五元素》的1703万。次周末收获700万列第三，累计2564万。中国大陆首周三天收获3150万人民币列第三位，次周收2170万列第四位，最终成绩为5646万。